# Giải bóng đá vô địch quốc gia Hy Lạp
Giải bóng đá vô địch quốc gia Hy Lạp (Super League 1, tiếng Hy Lạp: Σούπερ Λιγκ 1), hay còn gọi là Super League Stoiximan vì lý do tài trợ, là hạng đấu bóng đá chuyên nghiệp cao nhất ở Hy Lạp. Giải đấu được thành lập vào ngày 16 tháng 7 năm 2006 và thay thế Alpha Ethniki để đứng đầu hệ thống giải bóng đá Hy Lạp. Giải bao gồm 14 đội và diễn ra từ tháng 8 đến tháng 5 năm sau với 26 vòng đấu và các trận play-off để tìm ra đội vô địch.
Tính đến tháng 1 năm 2025, Giải bóng đá vô địch quốc gia Hy Lạp được xếp hạng 11 trong bảng xếp hạng các giải đấu của UEFA, dựa trên thành tích của các đội bóng Hy Lạp tại các giải đấu châu Âu trong 5 năm qua.
Kể từ khi giải vô địch toàn Hy Lạp chính thức đầu tiên được thành lập vào năm 1927, chỉ có 6 câu lạc bộ giành được chức vô địch. Với 48 lần chinh phục, Olympiacos có nhiều danh hiệu nhất trong lịch sử của giải đấu.
Nhà vô địch hiện tại là Olympiacos.

## Lịch sử